# Pavel Trnka (sklářský výtvarník)
Pavel Trnka (* 2. září 1948, Poděbrady) je sklářský výtvarník, sochař, designér, malíř a pedagog.

## Život
V patnácti letech ho silně ovlivnily obrazy Františka Kupky na retrospektivní výstavě, kterou roku 1963 uspořádala paní Kupková na MNV v Dobrušce. Současně vnímal intenzivně i krásu funkcionalistické architektury v blízkém Hradci Králové, která byla na počátku jeho pozdějšího příklonu k čistým geometrickým tvarům ve vlastní tvorbě. V letech 1963-1967 absolvoval Střední uměleckoprůmyslovou školu sklářskou v Železném Brodě a v letech 1967-1973 studoval na Vysoké škole uměleckoprůmyslové v Praze v ateliéru prof. Stanislava Libenského.
V letech 1974-1976 a 1996-1997 vedl experimentální výuku na základních školách, 1997-1999 na Základní umělecké škole v Praze 4. Od roku 2000 působil jako pedagog designu, kreslení a modelování na Střední uměleckoprůmyslové škole sklářské v Kamenickém Šenově. Roku 2004 odcestoval do Japonska a až do roku 2008 byl profesorem na Toyama City Institute of Glass Art, kde vyučoval studené sklářské techniky. Navázal tak na zavedenou tradici výuky studených sklářských technik českými skláři, na jejímž počátku byl roku 1991 Vladimír Klein. Roku 2008 vedl workshop ve Španělsku na Real Fábrica de Cristales de la Granja v San Idelfonso.
Je členem Umělecké besedy. Jeho synové Lukáš a Ondřej jsou rovněž výtvarníci.

### Ocenění
- 1975 Cena za užité umění, ČS Ministerstvo kultury
- 1983 První cena v soutěži na vodní fontánu u stanice Metra Národní (odstraněno)
- 1986 Diplom, Quadriennale Erfurt
- 2007 Gold Prize, International Exhibition of Glass, Kanazawa[9]
- 2019 Cena Bodil Busk Larsen, International Exhibition of Glass, Kanazawa

## Dílo

### Sklo
Těžištěm práce Pavla Trnky jsou studené techniky - řezané, pískované a broušené sklo, skládané objekty a vitráže. Pracuje i s horkými technikami - ručně foukaným sklem a sklem foukaným do formy, vrstveným a litým sklem. Už v 70. letech se prosadil broušenými skleněnými plastikami z optického skla. Jeho tvůrčí projev charakterizuje mimořádný cit pro vlastnosti materiálu, se kterým pracuje. Příznačným rysem jeho umělecké povahy je odvaha experimentovat a preference děje, pohybu prolínání a proměny i polarita konstrukce-destrukce. Trnkův přístup k broušenému sklu přinesl inovaci zejména ve skládání nebo rozkladu světelného spektra v barevných objektech. Jeho objekt Residence of Love ocenila porota v Kanazavě roku 2007 Zlatou medailí a vyzdvihla přitom jeho unikátní způsob zacházení se světlem a barvou skla.
Roku 1980 vytvořil na symposiu ve sklárně Škrdlovice sérii objektů z hutního skla s nálepy. Jeho rané "Ne-nádoby" (1981-1982) z technického křemíkového skla, vytvořené s pomocí vodíkového hořáku, se vyznačovaly zásahy, které narušovaly jejich symetrii a propůjčily jim dynamický "anarchistický" detail ve formě původního tekutého skla. Trnka tak natavením nebo nastřižením narušil harmonii neosobního a perfektního tvaru válce a vnesl do něj prvek lidské kreativity a odlehčující humor. Ze stejné doby pochází cyklus „Vyrušené napětí“ (1981-1984), ve kterém si ověřil jak možnosti hutního tvarování skla, tak opracování povrchu skla dlátem a štípáním.
Od přelomu 70. a 80. let tvoří objekty ze skládaných broušených skleněných hranolů, pro které je charakteristická preciznost zpracování a geometrický řád. Jednotlivé díly jeho objektů jsou k sobě volně přiloženy bez lepení, aby byla zachována propustná zrcadla styčných ploch. Matematické vztahy a prostorové formy těchto objektů vytvářejí s měnícím se úhlem pohledu kaleidoskopické škály tvarových variant a spektrálních fines. V cyklu Transcendence (1980-1981) kombinoval čiré optické sklo s barevným opálovým sklem. Asymetrie hranolu z opálového skla navíc nabízí proměnlivou intenzitu barvy. V jeho broušených objektech, skládaných z několika různobarevných hranolů, dochází působením světla ke kinetickým jevům, které představují zhuštěný obraz intuitivně pochopeného přírodního procesu.
Většina objektů Pavla Trnky vychází z čistých geometrických tvarů. Optika skla přitom umožňuje přenášet barvu nebo světlo z jednoho prostoru do jiného jako při vytváření scény. Přiložením broušeného hranolu z optického skla k neonové trubici vytváří Trnka optickou iluzi přerušeného světelného paprsku a jeho přenosu do paralelních rovin. Jeho dvoumetrový objekt z cyklu Spektrum (1982-1998), vytvořený z tvrzeného, broušeného a leštěného skla, zdobí arizonské Muzeum moderního umění. Klasická jednoduchost a geometrická čistota broušených tvarů vytváří polaritu s množstvím asociovaných významů světelného kinetického děje. V monumentálním objektu, který byl původně umístěn jako výzdoba stanice metra Národní, využil Trnka jako kinetický prvek proud vody, který prosvěcovala barevná světla řízená počítačovým programem. V objektu z cyklu Světlo, stín, čas jsou aktivními prvky zdroje barevného světla, hodiny s vteřinovou ručičkou a kyvadlo, ale hlavním kinetickým objektem se stává samotný divák, který vytváří mnohonásobné barevné stíny.

### Obrazy
Během pobytu v Japonsku ovlivnily Pavla Trnku principy jógy i východní způsob života. V jeho obrazech se tato zkušenost projevila oproštěnou formou, meditativním zklidněním a barevnými kombinacemi, které vnášejí harmonii a radost do všedního bytí. Skladba barev je založena na vyvážení nebo překrývání tónů a na diváka působí intenzitou a koncentrovaností výrazu. Barevné kombinace nejsou náhodné a podobně jako v hudbě z nich autor skládá nekonečné množství variací.

### Realizace
- 1987 Skleněný reliéf v hlavním vstupu do ZOO Troja[25]
- 1988 Barevná fontána u stanice metra Národní třída - Zrušena roku 2009 při výstavbě OD Quadrio.[26]

### Zastoupení ve sbírkách
- The Corning Museum of Glass, New York
- Glasmuseet Ebeltoft, Dánsko
- Museum Jan van der Togt, Amstelveen, Nizozemí
- Musée des Arts décoratifs, Paříž
- Takasaki Museum of Art, Takasaki, Japonsko
- Yokohama Museum of Art, Japonsko
- The Museum of Modern Art, Toyama, Japonsko
- Toyama City Collection, Japonsko
- Ulster Museum, Belfast
- Galerie Rob Van Den Doel, Praha
- Moravská galerie v Brně[27]
- Muzeum skla a bižuterie v Jablonci nad Nisou
- Severočeské muzeum p.o., Liberec
- Uměleckoprůmyslové museum, Praha
- Východočeské muzeum, Pardubice
- Severočeské muzeum v Liberci
- Galerie Benedikta Rejta, Louny

### Autorské výstavy
- 1982 Pavel Trnka, Galerie ve věži, Mělník
- 1982 Jana Budíková, Pavel Trnka, Galerie ve věži, Mělník
- 1987 Galerie Clara Scremini, Paříž
- 1988 Pavel Trnka: Glasobjekt, Werk-statt-Schule/Galerie, Hannover
- 1989 Pavel Trnka, Galerie Rob Van Den Doel, Haag
- 1990 Davison Galleries, Seattle, Washington, USA
- 1991 Heller Gallery, New York, USA
- 1993 Pavel Trnka: Glas Farben Relationen, Glashalle des Softwarehauses, Linden
- 1994 Pavel Trnka, Galerie Rob Van Den Doel, Haag
- 1997 Pavel Trnka: Světlo, stín, čas / Light, Shadow, Time, Galerie bratří Čapků, Praha
- 2002 Pavel Trnka: Szkło i rysunki, BWA Wrocław – Galerie Sztuki Współczesnej, Wrocław
- 2002 Pavel Trnka: Sklo a kresby, Galerie 140 - Výstavní a prodejní centrum, Tábor
- 2002 Pavel Trnka: Kresby a sklo, Galerie Pokorná, Praha 1
- 2005 Pavel Trnka: Drawings and Sculptures, Hiro Gallery, Tokyo
- 2005 Pavel Trnka: Scenery of Heraldry, Gallery BAU, Toyama
- 2007 Pavel Trnka: Phenomenon colour, Czech Embassy and Cultural Center, Tokyo
- 2008 Pavel Trnka: Inner Light of Human Being, Gallery BAU, Toyama
- 2008 Pavel Trnka: Phenomenon of colour, Hiro Gallery Izukogen, Japonsko
- 2009 Pavel Trnka: Fenomén barva / Phenomenon Colour - obrazy, sklo / paintings, glass, Galerie Havelka, Praha[28]
- 2011 Pavel Trnka: Barva a znak / Colour and Emblem, Galerie Pecka, Praha
- 2023 Pavel Trnka: Proměny, Galerie Havelka, Praha[29]

### Katalogy
- Pavel Trnka, 6s., text Marie Mžyková, Galerie ve věži, Mělník 1982
- Jana Budíková, Pavel Trnka, text Marie Mžyková, Galerie ve věži, Mělník
- Pavel Trnka: Světlo, stín, čas / Light, Shadow, Time (Světelné obrazy a světelný kinetický objekt / Ligft Images and Light Kinetic Object), 64 s., text Jiří Urban, Galerie bratří Čapků, Praha 1997
- Pavel Trnka: Fenomén barva (obrazy, sklo / paintings, glass), text Jiří Machalický, Galerie Havelka, Praha 2009
- Pavel Trnka: Proměny / transformations, text Jan Gajdůšek, Galerie Havelka, Praha 2023, ISBN 978-80-87390-54-2